# Saison 8 de Top Chef
La huitième saison de Top Chef, également appelée Top Chef : Le Choc des brigades, est une émission de télévision franco-belge de téléréalité culinaire, diffusée sur M6 du 25 janvier 2017 au 19 avril 2017, et sur RTL-TVI du 30 janvier 2017 au 24 avril 2017. Elle est animée par Stéphane Rotenberg.
C'est Jérémie Izarn qui remporte cette édition du concours. Il gagne 55 150 €,.

## Production et organisation
Stéphane Rotenberg, animateur historique depuis la première saison, présente l'émission.
La société de production Studio 89 Productions, également historique de l'émission, produit cette édition.

## Participants
Le jury reste inchangé depuis la saison 6. Il se compose de Philippe Etchebest, Michel Sarran, Hélène Darroze et Jean-François Piège.
Pour cette édition, 15 candidats s'affrontent au premier épisode, et 12 intègrent le concours.

## Principe
La nouveauté principale de cette saison est l'introduction des brigades : les candidats sont répartis lors du premier épisode en trois équipes dirigées respectivement par Michel Sarran, Hélène Darroze et Philippe Etchebest, qui vont chacun tenter d'amener les quatre candidats de leur brigade le plus loin possible. À l'issue de l'épreuve de la dernière chance, les trois chefs, ainsi que Jean-François Piège lors de certaines occasions, continuent à déterminer à l'aveugle le plat qu'ils éliminent, l'un d'entre eux éliminant ainsi sans le savoir un membre de sa brigade,.

## Candidats
Ci-dessous, la liste des 15 candidats de cette saison,,, :
| Candidat | Candidat           | Âge    | Localisation                             | Profession                                                          | Brigade                                                                         | Statut                                                              |
| -------- | ------------------ | ------ | ---------------------------------------- | ------------------------------------------------------------------- | ------------------------------------------------------------------------------- | ------------------------------------------------------------------- |
| ♂        | Jérémie Izarn      | 27 ans | Tencin (Isère)                           | Chef gérant d'un restaurant gastronomique                           | Etchebest (émission 1 – 8) Sarran (émission 8 – 13)                             | Vainqueur                                                           |
| ♂        | Franck Pelux       | 28 ans | Pékin (Chine)                            | Chef exécutif d'un restaurant gastronomique en Chine                | Etchebest (émission 1 – 13)                                                     | Finaliste                                                           |
| ♂        | Julien Wauthier    | 33 ans | Jambes (Belgique)                        | Chef d'un restaurant gastronomique                                  | Sarran (émission 1 – 12)                                                        | Demi-finaliste                                                      |
| ♀        | Giacinta Trivero   | 25 ans | Rome (Italie)                            | Gérante en hôtellerie                                               | Darroze (émission 1 – 11)                                                       | Éliminée le 04/04/2017                                              |
| ♂        | Jean-François Bury | 34 ans | Colombes (Hauts-de-Seine)                | Chef exécutif chez un traiteur parisien                             | Etchebest (émission 1 – 5) Éliminé (émission 6 – 7) Etchebest (émission 8 – 10) | Éliminé le 22/02/2017 Réintégré le 14/03/2017 Éliminé le 28/03/2017 |
| ♂        | Alexis Delassaux   | 28 ans | Paris                                    | Chef gérant d'un restaurant mexicain tendance bistronomique         | Sarran (émission 1 – 8) Darroze (émission 8 – 9)                                | Éliminé le 21/03/2017                                               |
| ♂        | Maximilien Dienst  | 23 ans | Hotton (Belgique)                        | Chef de cuisine d'un restaurant étoilé                              | Darroze (émission 1 – 8)                                                        | Éliminé le 14/03/2017                                               |
| ♂        | Guillaume Sanchez  | 26 ans | Paris                                    | Chef gérant d'un restaurant gastronomique                           | Sarran (émission 1 – 7)                                                         | Éliminé le 07/03/2017                                               |
| ♀        | Kelly Rangama      | 28 ans | Puteaux (Hauts-de-Seine)                 | Chef d'un restaurant gastronomique                                  | Darroze (émission 1 – 6)                                                        | Éliminée le 29/02/2017                                              |
| ♂        | David Grémillet    | 23 ans | Poissy (Yvelines)                        | Sous-chef et membre de la direction d'un hôtel-restaurant 4 étoiles | Sarran (émission 1 – 4)                                                         | Éliminé le 15/02/2017                                               |
| ♂        | Thomas Letourneur  | 29 ans | Meudon (Hauts-de-Seine)                  | Chef privé de direction                                             | Darroze (émission 1 – 3)                                                        | Éliminé le 08/02/2017                                               |
| ♂        | Carl Dutting       | 30 ans | La Roquette-sur-Siagne (Alpes-Maritimes) | Manager d'un magasin de vêtements — Gagnant d'Objectif Top Chef     | Etchebest (émission 1 – 2)                                                      | Éliminé le 01/02/2017                                               |
| ♂        | Alexandre Spinelli | 25 ans | Èze (Alpes-Maritimes)                    | Premier chef de partie d'un restaurant gastronomique                | Aucune (émission 1)                                                             | Éliminés le 25/01/2017                                              |
| ♀        | Marion Lefebvre    | 28 ans | Aix-en-Provence (Bouches-du-Rhône)       | Chef à domicile                                                     | Aucune (émission 1)                                                             | Éliminés le 25/01/2017                                              |
| ♂        | Mickaël Riss       | 23 ans | Saint-Sorlin-en-Valloire (Drôme)         | Chef de cuisine d'un restaurant semi-gastronomique                  | Aucune (émission 1)                                                             | Éliminés le 25/01/2017                                              |

Légende :
- Etchebest, signifie que le candidat a intégré la brigade de Philippe Etchebest.
- Darroze, signifie que le candidat a intégré la brigade d'Hélène Darroze.
- Sarran, signifie que le candidat a intégré la brigade de Michel Sarran.
- Aucune, signifie que le candidat n'a pas intégré de brigade[n° 1].
- Éliminé, signifie que le candidat était éliminé pendant la période, il a ensuite réintégré le concours.
- (émission 1 – ...), indique pendant combien d'émission(s) le candidat est resté en compétition.

## Bilan par épisode
| Épisode     | Candidats                                                    | Éliminé(s)    |
| ----------- | ------------------------------------------------------------ | ------------- |
| 1           | Giacinta, David, Carl, Alexandre, Marion, Mickaël            | Mickaël       |
| 1           | Giacinta, David, Carl, Alexandre, Marion, Mickaël            | Marion        |
| 1           | Giacinta, David, Carl, Alexandre, Marion, Mickaël            | Alexandre     |
| 2           | Franck, Giacinta, Julien, Thomas, Kelly, Alexis, David, Carl | Carl          |
| 3           | Jérémie, Alexis, Kelly, Maximilien, Giacinta, Franck, Thomas | Thomas        |
| 4           | Maximilien, Alexis, Guillaume, Julien, David                 | David         |
| 5           | Guillaume, Jérémie, Kelly, Alexis, Giacinta, Jean-François   | Jean-François |
| 6           | Maximilien, Franck, Jérémie, Giacinta, Kelly                 | Kelly         |
| 7           | Maximilien, Giacinta, Jérémie, Guillaume                     | Guillaume     |
| 8           | [ n° 2 ]                                                     | Maximilien    |
| 9           | Franck, Jean-Francois, Giacinta, Alexis                      | Alexis        |
| 10          | Jérémie, Giacinta, Jean-François                             | Jean-François |
| 11          | Jérémie, Julien, Giacinta                                    | Giacinta      |
| 12          | [ n° 3 ]                                                     | Julien        |
| Épisode     | Candidats                                                    | Gagnant       |
| 13 (finale) | Franck, Jérémie                                              | Jérémie       |

## Résumés détaillés

### Semaine 1
Cet épisode est diffusé pour la première fois le 25 janvier 2017.
L'épisode inaugural de la saison a pour but de répartir les 15 candidats en trois brigades de quatre candidats : trois candidats ne seront donc pas choisis et éliminés directement. Pour cela, les candidats sont d'abord répartis en trois groupes de cinq qui se voient chacun imposer une épreuve différente. À l'issue de chacune de ces épreuves, Michel Sarran, Hélène Darroze et Philippe Etchebest choisissent chacun un candidat du groupe pour intégrer leur brigade, les deux candidats restants étant envoyés en épreuve de la dernière chance. Si plusieurs chefs désignent le même candidat, c'est celui-ci qui doit alors choisir quelle équipe il souhaite intégrer, les chefs non choisis devant ensuite effectuer un nouveau choix parmi les candidats restants du groupe.
Le premier groupe est composé d'Alexandre, Guillaume, Jean-François, Kelly et Mickaël. Il doit réaliser une assiette ayant l'apparence d'un plat de pâtes sans en utiliser. À l'issue de l'épreuve, Michel Sarran choisit Guillaume pour intégrer sa brigade, tandis qu'Hélène Darroze et Philippe Etchebest choisissent tous les deux Kelly, qui décide finalement d'intégrer l'équipe d'Hélène Darroze. Philippe Etchebest doit alors choisir un autre candidat, et c'est Jean-François qui intègre sa brigade.
Les candidats du deuxième groupe, composé d'Alexis, David, Franck, Marion et Maximilien, doivent réaliser un plat à cœur coulant. Après avoir jugé les plats, les chefs veulent tous les trois que Franck intègre leur brigade. Après réflexion, il choisit de rejoindre Philippe Etchebest. Les deux chefs restants désignent alors un nouveau candidat : Michel Sarran choisit Alexis et Hélène Darroze choisit Maximilien.
Le troisième et dernier groupe est composé de Carl, Giacinta, Jérémie, Julien et Thomas, qui doivent revisiter le bœuf-carottes. À l'issue de l'épreuve, les trois chefs ont chacun choisi un candidat différent : Julien intègre la brigade de Michel Sarran, Thomas la brigade d'Hélène Darroze, et Jérémie la brigade de Philippe Etchebest.
Une fois la première phase de sélections terminée, les six candidats encore sans brigade passent l'épreuve de la dernière chance, dont le thème est la crevette. Avant le début de l'épreuve, les trois chefs ont chacun pu envoyer une lettre de soutien au candidat qu'ils souhaiteraient voir intégrer leur brigade : Michel Sarran soutient Marion, Hélène Darroze soutient Giacinta et Philippe Etchebest soutient Carl. À la fin de l'épreuve, la sélection du dernier candidat par brigade se fait sur le même principe que précédemment, à l'exception que les chefs font leur choix à l'aveugle. Dans un premier temps, les chefs ont tous les trois choisi le plat de Giacinta, qui décide alors de rejoindre la brigade d'Hélène Darroze. Après un nouveau choix à l'aveugle, Michel Sarran sélectionne le plat de David, et Philippe Etchebest celui de Carl, qui intègrent ainsi leurs brigades respectives. Alexandre, Marion et Mickaël n'ayant pas été choisis à l'issue de cette dernière phase de qualifications, ils quittent définitivement le concours,,,,.

### Semaine 2
Cet épisode est diffusé pour la première fois le 1er février 2017.
La première épreuve se déroule à Saint-Tropez et est proposée par le chef Arnaud Donckele. Deux candidats par brigade font cette épreuve : Giacinta et Maximilien représentent la brigade Darroze, Carl et Jérémie la brigade Etchebest et David et Alexis la brigade Sarran. Pour cette épreuve, les candidats doivent préparer un plat à base de poisson, mais ne choisissent pas eux-mêmes les produits qu'ils vont travailler : ce sont leurs chefs de brigade respectifs qui les choisissent à leur place. Les trois poissons à disposition sont le loup, la sardine et le calamar : le loup est choisi par Philippe Etchebest, le calamar par Michel Sarran, et les sardines par Hélène Darroze. À la fin de l'épreuve, les candidats sont jugés deux fois. Pour commencer, le chef de chaque brigade doit choisir entre ses deux candidats celui dont l'assiette sera goûtée par Arnaud Donckele, l'autre partant directement en dernière chance. Michel Sarran sélectionne le plat d'Alexis, Philippe Etchebest celui de Jérémie, et Hélène Darroze celui de Maximilien. Arnaud Donckele désigne ensuite, sur les trois assiettes qu'il déguste, les deux qui continuent le concours et celle qui part en dernière chance. Il décide finalement de qualifier Jérémie et Maximilen. Alexis rejoint donc David, Carl et Giacinta en dernière chance.
La deuxième épreuve se déroule dans les cuisines de Top Chef. Les deux autres candidats de chaque brigade s'affrontent dans cette épreuve : Kelly et Thomas pour la brigade Darroze, Franck et Jean-François pour la brigade Etchebest, et Guillaume et Julien pour la brigade Sarran. Il s'agit de l'épreuve du trompe-l’œil : s'ils réalisent un plat salé, il doit avoir le visuel d'un plat sucré et inversement. À la fin de l'épreuve, et comme la précédente, les candidats sont jugés deux fois. Le premier jugement est effectué par les chefs de brigade et est uniquement visuel : ils doivent désigner parmi leurs deux candidats celui qui a réalisé le trompe-l'œil le plus convaincant, l'autre allant alors en dernière chance. Michel Sarran choisit le trompe-l'œil de Guillaume, Philippe Etchebest celui de Jean-François, et Hélène Darroze celui de Thomas. Le chef Yann Brys déguste ensuite les trois assiettes sélectionnées, et choisit les deux qui continuent le concours et celle qui part en dernière chance. À l'issue de cette épreuve, ce sont Guillaume et Jean-François qui se qualifient, alors que Thomas, Julien, Franck et Kelly partent en dernière chance.
Après les deux épreuves, les huit candidats restants passent l'épreuve de la dernière chance, dont le thème est le mono-produit. Ils doivent choisir un seul aliment et le décliner de plusieurs façons pour le sublimer. À l'issue de la dégustation à l'aveugle, les quatre jurés décident d'éliminer Carl,,,.

### Semaine 3
Cet épisode est diffusé pour la première fois le 8 février 2017.
La première épreuve est celle de la boîte noire. Les brigades sont chacune divisées et la composition pour cette épreuve est la suivante : Hélène Darroze dirige Maximilien et Kelly, Michel Sarran dirige David et Julien, et Philippe Etchebest dirige Franck et Jérémie. Avant le début de l'épreuve, les deux candidats de chaque brigade disposent d'une minute pour goûter dans le noir un plat préparé par le chef Jean-François Piège. À la fin de la dégustation, les candidats ressortent de la boîte noire et doivent restituer le plus d'ingrédients possible. L'équipe qui en restitue le moins part directement en dernière chance, sans même cuisiner. À l'issue de cette première phase, Kelly et Maximilien, avec seulement quatre ingrédients trouvés (contre cinq pour David et Julien et six pour Franck et Jérémie), sont envoyés en dernière chance. Les deux brigades restantes doivent donc recréer, sans l'avoir vu, le plat de Jean-François Piège. Au milieu de l'épreuve, le chef de brigade peut entrer dans la boîte noire avec un de ses candidats, afin de goûter une nouvelle fois le plat. Enfin, juste avant la fin de l'épreuve, un candidat de chaque brigade peut, pendant 10 secondes, voir le plat à la lumière, afin de pouvoir recréer le visuel. Le candidat en question ne peut cependant plus cuisiner pour le restant de l'épreuve. Finalement, après dégustation, Jean-François Piège qualifie le duo de David et Julien, envoyant Franck et Jérémie en dernière chance.
La deuxième épreuve se déroule dans le restaurant du chef Georges Blanc. Les candidats sont donc les suivants : Alexis et Guillaume (brigade Sarran), Giacinta et Thomas (brigade Darroze), et Jean-François (brigade Etchebest). Le thème de l'épreuve est de revisiter le poulet pommes de terre. Cependant, le temps qu'ils ont pour cuisiner est déterminé par leurs réponses lors de différents quiz culinaires. À l'issue de ces quiz, Guillaume dispose d'1 h 30, Giacinta 1 h, Jean-François 45 min et Thomas 30 min. Alexis ayant échoué lors des quatre quiz, il est directement envoyé en dernière chance. À l'issue de la dégustation à l'aveugle, Georges Blanc décide de qualifier Guillaume et Jean-François. Giacinta et Thomas partent donc en dernière chance.
Le thème de la dernière chance est « Faites-moi craquer » : les sept candidats en lice doivent réaliser un plat qui à la dégustation doit "craquer". Après la dégustation par les trois chefs de brigade, c'est finalement Thomas qui est éliminé,,,,.

### Semaine 4
Cet épisode est diffusé pour la première fois le 15 février 2017.
La première épreuve se déroule dans les cuisines de Top Chef, où Frédéric Jaunault demande aux candidats d'associer un fruit à la tomate. Ce sont Franck et Jean-François qui représentent la brigade Etchebest, Kelly et Maximilien la brigade Darroze, et Alexis et David la brigade Sarran. Mais l'épreuve est compliquée par le fait que les chefs doivent pour l'occasion diriger une brigade différente de la leur. C'est ainsi qu'Hélène Darroze dirige les candidats de Philippe Etchebest, Michel Sarran ceux d'Hélène Darroze, et Philippe Etchebest ceux de Michel Sarran. À l'issue de la dégustation, le chef Jaunault choisit de qualifier l'équipe de Franck et Jean-François, épaulés ce jour par Hélène Darroze, qui gagne également le droit de sauver un membre de sa brigade d'origine. Après dégustation, elle choisit de qualifier Kelly. Maximilien rejoint donc Alexis et David en dernière chance.
La deuxième épreuve se déroule au palace parisien Le Meurice, où Giacinta (brigade Darroze), Jérémie (brigade Etchebest), Guillaume et Julien (brigade Sarran) doivent réaliser un dessert ayant l’apparence du fruit cuisiné. Pour cela, ils sont aidés par le chef pâtissier Cédric Grolet. À la fin de l'épreuve, les réalisations des candidats ainsi qu'une création du chef Grolet sont montrées à des clients du palace, qui doivent désigner quel dessert est le plus convaincant visuellement. S'ils choisissent un autre dessert que celui de Cédric Grolet , le candidat l'ayant réalisé est directement qualifié pour la suite. Ils désignent finalement l'assiette de Giacinta, qui se qualifie donc pour la suite de la compétition. Les trois autres desserts sont dégustés à l'aveugle par les trois chefs de brigade, qui décident de qualifier celui de Jérémie, envoyant Guillaume et Julien en dernière chance.
La dernière chance est disputée par cinq candidats. L'intitulé de l'épreuve est « Rendre gastronomique le poisson pané ». À l'issue de la dégustation par les quatre jurés, David est éliminé,,,,.

### Semaine 5
Cet épisode est diffusé pour la première fois le 22 février 2017.
La première épreuve est disputée par Kelly et Maximilien de la brigade Darroze, Alexis et Guillaume de la brigade Sarran, et Franck et Jérémie de la brigade Etchebest. Il s'agit de l'épreuve des enfants : les candidats s'affrontent en duels afin de faire aimer aux enfants des aliments qu'ils détestent ; Franck et Kelly s'affrontent sur les choux de Bruxelles, Guillaume et Maximilien sur le foie de veau, et Alexis et Jérémie sur le poulpe. Les candidats sont jugés par neuf enfants, accompagnés par Norbert Tarayre, présent à titre consultatif. À l'issue de la dégustation, Maximilien l'emporte sur Guillaume par 9 voix à 0, et Franck l'emporte sur Kelly par 5 voix à 4. Alexis est directement envoyé en dernière chance pour n'avoir terminé que trois assiettes sur les six demandées, mais l'emporte tout de même 7 voix à 2 face à Jérémie, qui va donc également en dernière chance.
Lors de la deuxième épreuve, disputée par Giacinta (brigade Darroze), Jean-François (brigade Etchebest) et Julien (brigade Sarran), les candidats vont tour à tour devoir réaliser dix assiettes autour du poisson en dirigeant une équipe composée de leurs deux concurrents et de leur chef de brigade. Ils sont jugés par le chef Yves Camdeborde, qui observe leur comportement pendant toute la durée de l'épreuve. Dans un premier temps, il désigne le candidat qui a le moins bien dirigé son équipe durant l'épreuve, l'envoyant directement en dernière chance : il choisit Jean-François. Après la dégustation des deux assiettes restantes, Yves Camdeborde décide de qualifier Julien, envoyant Giacinta en dernière chance.
L'intitulé de l'épreuve de la dernière chance, disputée par six candidats, est « Surprenez-nous avec la tarte aux fraises ». Après la dégustation effectuée par les trois chefs de brigade, Jean-François est éliminé,,,.

### Semaine 6
Cet épisode est diffusé pour la première fois le 1er mars 2017.
La première épreuve se déroule dans les cuisines de Top Chef. Ce sont, pour la première fois, les trois brigades au complet qui s'affrontent sur cette même épreuve. À savoir Giacinta, Kelly et Maximilien pour la brigade Darroze, Alexis, Guillaume et Julien pour la brigade Sarran, et Franck et Jérémie pour la brigade Etchebest. Le thème du jour est « Les associations improbables » : les candidats doivent réussir à cuisiner un produit de base, et le marier avec deux autres produits choisis par les chefs des brigades adverses. Finalement, ce sont les associations suivantes que les candidats doivent travailler : les langoustines avec le brie et le chocolat noir pour la brigade Darroze, la caille avec le brie et les œufs de saumon pour la brigade Sarran, le magret de canard avec le brie et la papaye pour la brigade Etchebest. Ils sont jugés par le chef Alexandre Couillon, qui désigne les deux meilleures assiettes parmi les trois, la brigade ayant réalisé l'assiette la moins bonne étant envoyée en dernière chance. Après dégustation, c'est la brigade Etchebest (Franck et Jérémie) qui part en dernière chance.
La deuxième épreuve se déroule au château de Ferrières où les brigades d'Hélène Darroze et de Michel Sarran s'affrontent. Avant le début de l'épreuve, chaque brigade doit dresser une table pour le palace. Ils sont jugés par les maîtres d'hôtel Denis Courtiade et Serge Schaal. La brigade ayant dressé la meilleure table pourra rentrer en premier dans le garde-marger, et ainsi choisir entre les produits « populaires » (l'oignon, le jambon et le maquereau) et les produits de luxe (le homard, le foie gras et l'agneau). C'est la brigade Darroze qui gagne cette épreuve, et ils choisissent les produits de luxe. Par conséquent, la brigade Sarran se retrouve avec les produits « populaires ». Les produits seront répartis comme suit : Kelly cuisine le homard, Maximilien le foie gras, et Giacinta l'agneau. Julien cuisine le jambon, Alexis le maquereau, et Guillaume l'oignon. À l'issue de l'épreuve, les chefs Jean-François Piège, Gilles Reinhardt et Nicolas Sale jugent les six plats et désignent leurs trois préférés. La brigade ayant le plus d'assiettes sélectionnées est qualifiée dans son intégralité, l'autre partant en dernière chance. Finalement, les assiettes retenues sont celles de Julien, Maximilien et Guillaume. C'est donc la brigade Sarran (Alexis, Guillaume et Julien) qui se qualifie, tandis que la brigade Darroze rejoint la brigade Etchebest en dernière chance.
La dernière chance est disputée par cinq candidats, et son intitulé est « Tout cru » : les candidats doivent réaliser un plat salé sans faire cuire les éléments. À l'issue de la dégustation, les quatre jurés éliminent Kelly,,.

### Semaine 7
Cet épisode est diffusé pour la première fois le 8 mars 2017.
La première épreuve se déroule dans les cuisines de Top Chef. C'est un classique qui fait son retour : « Qui peut battre Philippe Etchebest ? ». Il affronte les candidats des brigades Darroze (Giacinta et Maximilien) et Sarran (Alexis, Guillaume et Julien) mais aussi, sans le savoir, les candidats de sa propre brigade, Franck et Jérémie, qui cuisinent dans le vestiaire. Tous vont devoir réaliser un plat gastronomique à base de pâtes industrielles, les candidats ayant 1 h 30 pour cuisiner alors que Philippe Etchebest n'a que 45 min. À la fin, les assiettes sont dégustés à l'aveugle par deux chefs meilleur ouvrier de France, Dominique Toulousy et Michel Roth. Ils classent les assiettes de la meilleure à la moins bonne, et si un ou plusieurs candidats se classent au-dessus de Philippe Etchebest, ils se qualifient directement pour la semaine suivante. Le classement final est le suivant (8e au 1er) : Julien, Guillaume, Maximilien, Giacinta, Alexis, Franck, Jérémie et Philippe Etchebest. Aucun candidat n'a donc réussi à battre le chef : ils participent tous à la deuxième épreuve.
La deuxième épreuve se déroule, une nouvelle fois, dans les cuisines de Top Chef. Ils n'y sont pas épaulés par leurs chefs de brigade, mais par Yannick Alléno. Dans cette épreuve, ils doivent sublimer le boudin aux pommes, et à l'issue du temps de travail, tous les plats sont pris en photo. À partir de ces photos, le chef Alléno doit choisir parmi les sept assiettes les quatre qu'il souhaite déguster. Il décide finalement de garder cinq plats, n'écartant que ceux de Giacinta et Maximilien, qui partent en dernière chance. Après la dégustation, Yannick Alléno qualifie les trois meilleurs plats, la meilleure assiette étant publiée dans son magazine culinaire. Il désigne Julien comme vainqueur de l'épreuve, et qualifie également Franck et Alexis. Guillaume et Jérémie rejoignent donc Giacinta et Maximilien en dernière chance.
Le thème de la dernière chance, disputée par quatre candidats, est « Étonnez-nous avec la coquille Saint-Jacques ». Finalement, après la dégustation à l'aveugle des quatre jurés, c'est Guillaume qui est éliminé,,,,.

### Semaine 8
Cet épisode est diffusé pour la première fois le 15 mars 2017.
La première épreuve se déroule dans les cuisines de Top Chef. Dans celle-ci, les candidats se retrouvent en duo avec un candidat déjà éliminé. Ils doivent réaliser un plat où un élément doit « fondre » à la dégustation. Voici les duos et leur note sur 20 après dégustation : Maximilien et Guillaume obtiennent un 10, Giacinta et Carl un 11, Jérémie et David un 14, Alexis et Thomas un 14, Franck et Kelly un 15, et Julien et Jean-François un 16. Par conséquent, tous les candidats participent à une autre épreuve, sauf Julien qui est directement qualifié pour la semaine suivante; et tous les anciens candidats sont définitivement éliminés, sauf Jean-François qui réintègre le concours.
La deuxième épreuve se déroule à la campagne. Pour celle-ci, les candidats n'ont ni poêle, ni casserole, ni plaque de cuisson, ni four... Ils disposent seulement d'un barbecue. Étant entourés de champs, les candidats vont cueillir eux-mêmes leurs fruits ou légumes. Après dégustation, les assiettes de Giacinta, Franck, Jérémie, et Jean-François sont qualifiés, et Maximilien et Alexis sont sur la sellette.
Cette semaine, il n'y a pas de dernière chance, et c'est l'épreuve précédente qui est éliminatoire. Mais avant de savoir qui de Maximilien ou Alexis est éliminé, on apprend que désormais, les chefs ne pourront épauler que deux candidats. C'est ainsi que Jérémie quitte la brigade Etchebest, et intègre la brigade Sarran. On apprend ensuite qu'Alexis continue le concours et intègre la brigade Darroze, et Maximilien est éliminé,,,,.

### Semaine 9
Cet épisode est diffusé pour la première fois le 22 mars 2017.
L'épreuve de la semaine se déroule à Puteaux et les trois brigades y participent. Il s'agit de la traditionnelle « Guerre des Restos » : les candidats disposent de 48 h pour "créer" un restaurant. Ils doivent penser à la décoration, au menu, au nom... Ils ont le choix entre trois restaurants : un avec un style oriental, un autre dans l'esprit moderne, et un plutôt rustique. Finalement, après négociations, le restaurant oriental est attribué à la brigade Etchebest ; le restaurant moderne à la brigade Darroze ; et le restaurant rustique à la brigade Sarran. Dans un premier temps, les candidats doivent "préparer" leur restaurant ; et pour ce faire, ils sont épaulés par un candidat déjà éliminé. C'est ainsi que Carl se retrouve avec Franck et Jean-François de la brigade Etchebest ; Maximilien avec Giacinta et Alexis de la brigade Darroze ; et Guillaume avec Julien et Jérémie de la brigade Sarran.
Après les deux jours de "travaux", les candidats sont dans un premier temps jugés dans un premier temps au "visuel" : le restaurant est jugé par des habitants de la ville de Puteaux qui regardent la devanture et le menu, mais n'entrent pas encore dans le restaurant. Ensuite, un vote est effectué où chaque personne vote pour ses deux restaurants préférés. Celui qui obtient le moins de voix est directement envoyé en dernière chance, et le restaurant n'ouvrira jamais. C'est ainsi que sur les 22 votes, 10 ont été attribués au restaurant Chez Babette (brigade Darroze); 10 au restaurant L'essentiel (brigade Sarran); et enfin 2 au restaurant Le grenier des gourmets (brigade Etchebest) : la brigade de Philippe Etchebest (Franck et Jean-François) est donc envoyée en dernière chance. Vient ensuite le moment de la dégustation pour les deux restaurants qualifiés. Après celle-ci, les habitants ainsi que les chefs (sauf Michel Sarran et Hélène Darroze dans un souci d'impartialité) votent pour leur préféré; celui qui obtient le plus de voix est directement qualifié pour la semaine suivante, et celui qui en obtient le moins est envoyé en dernière chance. C'est ainsi que sur les 13 votes, L'essentiel de la brigade Sarran obtient 12 voix, et Chez Babette de la brigade Darroze obtient 1 voix. Par conséquent, c'est la brigade Darroze qui est envoyée en dernière chance.
La dernière chance est disputée par quatre candidats, les candidats ont 1 h pour « séduire le jury avec une seule bouchée à base de pomme de terre ». À l'issue de la dégustation à l'aveugle, les quatre jurés éliminent Alexis,,,,,.

### Semaine 10
Cet épisode est diffusé pour la première fois le 29 mars 2017.
La première épreuve se déroule dans les cuisines de Top Chef : il s'agit de l'épreuve des « mentors ». Le thème de l'épreuve est « réaliser un plat avec une croûte comestible ». Les candidats l’apprennent juste avant, mais ils doivent cuisiner pour les chefs qui leur ont appris le métier. C'est ainsi que l'on voit; Philippe Oleron (mentor de Jean-François), Alain Le Cossec (Giacinta), Jean-Pierre Gillot (Franck), Éric Martin (Julien), et Michael Breuil (Jérémie). Après cuisine, les plats des candidats sont dégustés, à l'aveugle, par les « mentors ». Chaque chef donne une note sur 10, ce qui fait, finalement, une note sur 50. Celui qui obtient la meilleure note se qualifie directement pour les quarts de finale. Finalement, les notes sont les suivantes : 4,4,5,5,6 (24/50) pour Julien ; 5,5,5,6,6 (27/50) pour Giacinta ; 6,7,7,7,7 (34/50) pour Jean-François ; 7,7,7,7,8 (36/50) pour Jérémie ; et 8,8,8,9,9 (42/50) pour Franck. Par conséquent, Franck est qualifié pour les quarts de finale, et tous les autres participent à la deuxième épreuve.
La deuxième épreuve se déroule en Loire-Atlantique, aux marais de Brière, plus précisément dans les jardins du chef Éric Guerin. Les candidats doivent créer un plat à partir d'un croquis réalisé par le chef. Ils ont le choix des ingrédients, mais le plus important est le visuel; car à la fin de l'épreuve, le chef doit désigner celui qui, au visuel, ressemble le moins à son croquis. Le candidat se voit alors partir directement en dernière chance; sans que son assiette ne soit dégustée. Finalement, c'est Jérémie qui sera désigné comme le moins ressemblant; et c'est Julien qui, après dégustation, est qualifié pour les quarts de finale, tandis que Giacinta et Jean-François partent en dernière chance.
La dernière chance est disputée par trois candidats, les candidats ont 1 h pour « sublimer la mozzarella sans l'associer à la tomate ». À l'issue de la dégustation à l'aveugle par les quatre jurés, c'est finalement Jean-François qui est éliminé, pour la deuxième fois,,,,,.

### Semaine 11 (quarts de finale)
Cet épisode est diffusé pour la première fois le 5 avril 2017.
Pour ces quarts de finale, les deux épreuves se déroulent sous un système de "points". Dans chacune, les candidats obtiennent une note de 1 à 4. À l'issue des deux épreuves, celui qui totalise le plus de points est qualifié pour la demi-finale et les trois autres sont envoyés en dernière chance.
La première épreuve se déroule dans les cuisines de Top Chef. Il s'agit de la classique épreuve du « Guide rouge » : cinq critiques du célèbre guide culinaire vont déguster les plats des candidats, et attribuer des points comme expliqué plus haut. Les candidats ont carte blanche. La dégustation se deroule dans le noir, pour que l'on ne reconnaisse pas les critiques. Après dégustation, c'est Claire Dorland-Clauzel, directrice du guide, qui vient annoncer les résultats de l'épreuve : Giacinta obtient 1 point; Julien 2 points; Jérémie 3 points; et Franck 4 points.
La deuxième épreuve se déroule aussi dans les cuisines de Top Chef. Ce ne sont pas les chefs de brigade qui aident et conseillent les candidats, mais le chef triplement étoilé Pierre Gagnaire. Dans cette épreuve, les candidats doivent revisiter des plats populaires, et les rendre "3 étoiles". Il y a quatre plats différents choisis au hasard par les candidats : Franck se retrouve avec les moules-frites; Giacinta avec la ratatouille; Jérémie avec la brandade de morue; et Julien avec les endives au jambon (appelées chicon-gratin par le candidat belge). Finalement, après dégustation par le chef, Jérémie obtient 1 point; Giacinta 2 points; Franck 3 points; et Julien 4 points.
À l'issue des deux épreuves, c'est Franck qui totalise le plus de points (7 points) et se qualifie pour la demi-finale. Les trois autres candidats totalisent moins de points que Franck et sont envoyés en dernière chance.
La dernière chance est disputée par trois candidats. Ceux-ci disposent d'une heure pour « transformer le poireau en plat gastronomique ». À l'issue de la dégustation à l'aveugle par les quatre chefs, c'est finalement Giacinta qui est éliminée,,,.

### Semaine 12 (demi-finale)
Cet épisode est diffusé pour la première fois le 12 avril 2017.
Cette semaine, chaque candidat a imaginé une épreuve, qu'il impose aux autres. L'objectif est d'être imbattable sur sa propre épreuve. Pour départager les candidats, un système de "points" est mis en place. Si le candidat termine premier de l'épreuve qu'il a imaginé, il ne marque pas de points, mais empêche aussi les autres d'en marquer. Si un ou plusieurs candidats se classent au-dessus de celui qui a imaginé l'épreuve, ils gagnent un point. Pour les départager, ce sont Jean-François Piège et Hélène Darroze qui, à la fin de l'épreuve, dégustent à l'aveugle les plats des candidats. Ils établissent alors un classement qui permet d'attribuer les points à chacun.
La première épreuve est celle de Franck. Le thème qu'il a choisi est : « Faire une cuisson de volaille en vessie », choix qui désole les autres candidats qui n'ont jamais testé ce mode de cuisson. Peu de temps après, on apprend que Franck non plus n'a jamais essayé. Finalement, après dégustation, Julien termine 3e, Jérémie 2e, et Franck 1er : Franck ne marque ainsi pas de points, mais empêche les autres d'en marquer. Après cette épreuve, tous les candidats sont donc à 0.
La deuxième épreuve est celle de Julien. Il a décidé de ne pas choisir le thème, et a laissé à Jean-François Piège et Hélène Darroze le choix de celui-ci. Ils ont proposé trois thèmes, et après tirage au sort par Julien, le thème est « Séduisez-nous avec une gaufre salée ». Il part donc confiant et content de son choix. Après une bonne épreuve, il se rend compte à 10 minutes de la fin qu'il a oublié de faire ses gaufres. Erreur qui va lui être fatale, car après dégustation, le classement de l'épreuve est le suivant : Julien 3e, Jérémie 2e, et Franck 1er. Par conséquent, Franck et Jérémie marquent tous les deux un point, étant donné qu'ils ont réussi à battre Julien. Après cette épreuve, Julien est à 0, et Jérémie et Franck sont à 1.
La troisième épreuve est celle de Jérémie. Le thème qu'il a choisi est « Réaliser une entrée avec du sucre soufflé ». Avant le début de l'épreuve, il décide de faire une rapide démonstration aux deux autres candidats qui ne maîtrisent pas du tout le sucre soufflé. Après dégustation, Franck se classe 3e, Julien 2e, et Jérémie 1er. Les candidats sont donc au même point que l'épreuve précédente, à savoir 0 pour Julien, et 1 pour Franck et Jérémie. Mais ces résultats ne sont pas encore connus des candidats.
Avant de connaître les résultats, on retrouve les candidats. Ceux-ci parlent avec leur chefs. Ils reviennent sur leur aventure, le moment qui les a marqué, etc. Peu après, ils découvrent une cloche. Sous celle-ci, plusieurs possibilités, soit il y a du vert, cela signifie qu'il est qualifié pour la finale ; soit il y a de l'orange, cela signifie qu'il y a égalité, dans ce cas là, ce sera au jury de trancher ; soit il n'y a rien, cela signifie que le candidat est éliminé.
Par conséquent, Franck découvre du vert, Jérémie découvre du vert, et Julien ne découvre rien. Il est donc éliminé,,.

### Semaine 13 (Finale)
Cet épisode est diffusé pour la première fois le 19 avril 2017.
La finale oppose Jérémie (brigade Sarran), et Franck (brigade Etchebest). Celle-ci se déroule dans l'Hôtel Royal à Évian-les-Bains. Les candidats ont 10 h pour préparer un menu (entrée, plat, dessert) pour 100 convives (bénévoles de la Croix-Rouge) et les quatre jurés. Pour ce faire, ils sont épaulés par d'anciens candidats. Ce sont Franck et Jérémie qui choisissent leurs commis : à l'issue de la sélection, Jérémie dirige Jean-François, Julien, David et Kelly ; et Franck dirige Guillaume, Maximilien, Alexis et Giacinta.
Au début de l'épreuve, chaque équipe fait un briefing, et les finalistes exposent leur menu (un slash sépare l'entrée, le plat et le dessert) :
- Menu de Jérémie : Œuf cuit basse température, bouillon de poule et mouillette végétale / Truite cuite basse température, panais, potimarron et oseille / Bulle en sucre soufflée, chocolat et mandarines.
- Menu de Franck : Tourteau, noix de Saint-Jacques, agrumes et choux / Filet de veau, carottes / Boule de neige exotique, sabayon mascarpone-coco-citron vert.

À l'issue des 10 h de cuisine, la dégustation peut commencer. À chaque fois, un candidat par brigade observe les réactions des chefs, pour ensuite aller débriefer.
Après la dégustation, tout le monde doit répartir 10 points entre les deux candidats. On ne découvre pas les notes des convives, mais on connait les notes des quatre jurés : Jean-François Piège attribue 4 points à Franck et 6 points à Jérémie; Hélène Darroze  attribue 5 points à Franck et 5 points à Jérémie; Michel Sarran attribue 5 points à Franck et 5 points à Jérémie; et Philippe Etchebest attribue 4 points à Franck et 6 points à Jérémie.
Après cumul de tous les points, le résultat final est révélé quatre mois plus tard aux finalistes, en compagnie de tout leur entourage. Les chefs ont fait le déplacement pour l'occasion : Philippe Etchebest et Hélène Darroze retrouvent Franck, Jean-François Piège et Michel Sarran retrouvent Jérémie.
Vient alors le moment de découvrir les lames ; si elle est acier, le candidat l’emporte, et si elle est orange, le candidat est éliminé. Finalement, c'est Jérémie qui tire la lame acier. Il l'emporte avec 55,15 % de voix. Il remporte donc 55 150 €,,,,,.

## Audiences
| Épisode     | Jour et horaire de diffusion              | Téléspectateurs | Part de marché (sur les 4 ans et plus) | Classement des audiences | Classement des audiences | Référence |
| Épisode     | Jour et horaire de diffusion              | Téléspectateurs | Part de marché (sur les 4 ans et plus) | NDT                      | PDM                      |           |
| ----------- | ----------------------------------------- | --------------- | -------------------------------------- | ------------------------ | ------------------------ | --------- |
| 1           | Mercredi 25 janvier 2017 (21:00 - 23:20)  | 3 359 000       | 16,0 %                                 | 1er                      | 1er                      | [ 71 ]    |
| 1           | Mercredi 25 janvier 2017 (23:20 - 00:15)  | 2 200 000       | 24,4 %                                 | 1er                      | 1er                      | [ 72 ]    |
| 2           | Mercredi 1er février 2017 (21:00 - 23:20) | 2 782 000       | 13,1 %                                 | 3e                       | 3e                       | [ 73 ]    |
| 3           | Mercredi 8 février 2017 (21:00 - 23:20)   | 2 624 000       | 12,5 %                                 | 3e                       | 3e                       | [ 74 ]    |
| 4           | Mercredi 15 février 2017 (21:00 - 23:20)  | 2 598 000       | 11,9 %                                 | 4e                       | 3e                       | [ 75 ]    |
| 5           | Mercredi 22 février 2017 (21:00 - 23:20)  | 2 729 000       | 12,2 %                                 | 3e                       | 3e                       | [ 76 ]    |
| 6           | Mercredi 1er mars 2017 (21:00 - 23:20)    | 2 490 000       | 11,6 %                                 | 4e                       | 4e                       | [ 77 ]    |
| 7           | Mercredi 8 mars 2017 (21:00 - 23:20)      | 2 523 000       | 12,7 %                                 | 3e                       | 2e                       | [ 78 ]    |
| 8           | Mercredi 15 mars 2017 (21:00 - 23:20)     | 2 514 000       | 12,4 %                                 | 3e                       | 3e                       | [ 79 ]    |
| 9           | Mercredi 22 mars 2017 (21:00 - 23:20)     | 2 733 000       | 13,7 %                                 | 4e                       | 2e                       | [ 80 ]    |
| 10          | Mercredi 29 mars 2017 (21:00 - 23:20)     | 2 666 000       | 13,1 %                                 | 4e                       | 2e                       | [ 81 ]    |
| 11          | Mercredi 5 avril 2017 (21:00 - 23:20)     | 2 744 000       | 13,3 %                                 | 2e                       | 2e                       | [ 82 ]    |
| 12          | Mercredi 12 avril 2017 (21:00 - 23:20)    | 2 806 000       | 14 %                                   | 2e                       | 2e                       | [ 83 ]    |
| 13 (Finale) | Mercredi 19 avril 2017 (21:00 - 23:20)    | 3 123 000       | 14,6 %                                 | 3e                       | 2e                       | [ 84 ]    |

| Épisode     | Jour et horaire de diffusion          | Téléspectateurs | Part de marché (sur les 4 ans et plus) | Référence |
| ----------- | ------------------------------------- | --------------- | -------------------------------------- | --------- |
| 1           | Lundi 30 janvier 2017 (20:15 - 23:20) | 550 872         | 30,6 %                                 | [ 85 ]    |
| 1           | Lundi 30 janvier 2017 (23:20 - 00:15) | 390 314         | Non connu                              | [ 86 ]    |
| 2           | Lundi 6 février 2017 (20:20 - 22:42)  | 562 719         | 33,9 %                                 | [ 87 ]    |
| 3           | Lundi 13 février 2017 (20:23 - 22:52) | 501 707         | 31,6 %                                 | [ 88 ]    |
| 4           | Lundi 20 février 2017 (20:19 - 22:38) | 489 844         | 27,2 %                                 | [ 89 ]    |
| 5           | Lundi 27 février 2017 (20:15 - 22:35) | Non connu       | Non connu                              | Non connu |
| 6           | Lundi 6 mars 2017 (20:15 - 22:35)     | Non connu       | Non connu                              | Non connu |
| 7           | Lundi 13 mars 2017 (20:15 - 22:35)    | 534 235         | 33,6 %                                 | [ 90 ]    |
| 8           | Lundi 20 mars 2017 (20:15 - 22:35)    | 579 973         | 33,4 %                                 | [ 91 ]    |
| 9           | Lundi 27 mars 2017 (20:15 - 22:35)    | 502 384         | 28,7 %                                 | [ 92 ]    |
| 10          | Lundi 3 avril 2017 (20:15 - 22:35)    | 479 646         | 30,1 %                                 | [ 93 ]    |
| 11          | Lundi 10 avril 2017 (20:15 - 22:35)   | 476 514         | 29,1 %                                 | [ 94 ]    |
| 12          | Lundi 17 avril 2017 (20:15 - 22:35)   | 570 773         | 33,5 %                                 | [ 95 ]    |
| 13 (Finale) | Lundi 24 avril 2017 (20:15 - 22:35)   | 539 797         | 34,6 %                                 | [ 96 ]    |

Légende :
- plus hauts scores d'audiences
- plus bas scores d'audiences